# Wiaczesław Derkacz
Wiaczesław Wasylowycz Derkacz (ukr. Вячеслав Васильович Деркач, ur. 23 czerwca 1976 w Pryłukach) – ukraiński biathlonista pięciokrotny medalista mistrzostw Europy.

## Kariera
W zawodach Pucharu Świata zadebiutował 8 grudnia 1994 roku w Bad Gastein, zajmując 94. miejsce w biegu indywidualnym. Pierwsze punkty zdobył 7 lutego 1997 roku w Osrblie, gdzie zajęła 23. miejsce w tej samej konkurencji. Na podium zawodów pucharowych pierwszy raz stanął 10 grudnia 1999 roku w Pokljuce, kończąc rywalizację w biegu pościgowym na trzeciej pozycji. W zawodach tych wyprzedzili go jedynie Frode Andresen z Norwegii i Niemiec Peter Sendel. W kolejnych startach jeszcze jeden raz stanął na podium: 22 grudnia 2001 roku w Osrblie był trzeci w biegu masowym. Najlepsze wyniki osiągnął w sezonie 2000/2001, kiedy zajął 22. miejsce w klasyfikacji generalnej.
W 1998 roku wystartował na igrzyskach olimpijskich w Nagano, gdzie zajął 50. miejsce w biegu indywidualnym i 18. w sztafecie. Na rozgrywanych cztery lata później igrzyskach w Salt Lake City, uplasował się między innymi na 23. miejscu w biegu indywidualnym, 36. w sprincie i siódme w sztafecie. W swoim jedynym starcie na igrzyskach olimpijskich w Turynie w 2006 roku zajął 72. miejsce w sprincie. Brał też udział w igrzyskach w Vancouver w 2010 roku, zajmując 77. pozycję w sprincie i ósmą w sztafecie.
Pięciokrotnie zdobywał medale mistrzostw Europy, w tym: brązowy w sprincie na ME w Haute Maurienne (2001), srebrny w sztafecie na ME w Kontiolahti (2002) i ME w Nowosybirsku (2005) oraz srebrny w sztafecie i brązowy w biegu pościgowym podczas ME w Langdorf (2006). Był też między innymi piąty w sztafecie na rozgrywanych w 2009 roku mistrzostwach świata w Pjongczangu.
Po sezonie 2010/2011 ogłosił zakończenie kariery.
Od 2001 roku jego żoną jest Oksana Chwostenko.

## Osiągnięcia

### Igrzyska olimpijskie
| Rok  | Miejscowość    | Konkurencje | Konkurencje | Konkurencje | Konkurencje | Konkurencje | Konkurencje | Konkurencje |
| Rok  | Miejscowość    | IN          | SP          | PU          | MS          | RL          | MR          | SR          |
| ---- | -------------- | ----------- | ----------- | ----------- | ----------- | ----------- | ----------- | ----------- |
| 1998 | Nagano         | 50.         | –           | nd.         | nd.         | 18.         | nd.         | –           |
| 2002 | Salt Lake City | 23.         | 36.         | 40.         | nd.         | 7.          | nd.         | –           |
| 2006 | Turyn          | –           | 72.         | –           | –           | –           | nd.         | –           |
| 2010 | Vancouver      | –           | 77.         | –           | –           | 8.          | nd.         | –           |

### Mistrzostwa świata
| Rok  | Miejscowość      | Konkurencje | Konkurencje | Konkurencje | Konkurencje | Konkurencje | Konkurencje | Konkurencje |
| Rok  | Miejscowość      | IN          | SP          | PU          | MS          | RL          | MR          | SR          |
| ---- | ---------------- | ----------- | ----------- | ----------- | ----------- | ----------- | ----------- | ----------- |
| 1997 | Osrblie          | 23.         | 75.         | –           | nd.         | 13.         | nd.         | –           |
| 1999 | Kontiolahti/Oslo | 58.         | 18.         | 32.         | –           | 11.         | nd.         | –           |
| 2000 | OsloLahti        | 62.         | 71.         | –           | 23.         | 8.          | nd.         | –           |
| 2001 | Pokljuka         | 28.         | 33.         | 32.         | 23.         | 13.         | nd.         | –           |
| 2002 | Oslo             | nd.         | nd.         | nd.         | 24.         | nd.         | nd.         | –           |
| 2003 | Chanty-Mansyjsk  | 21.         | 55.         | DNS         | –           | 10.         | nd.         | –           |
| 2004 | Oberhof          | 50.         | 34.         | 31.         | –           | 7.          | nd.         | –           |
| 2005 | Hochfilzen       | 64.         | 24.         | DNF         | –           | 10.         | nd.         | –           |
| 2005 | Chanty-Mansyjsk  | nd.         | nd.         | nd.         | nd.         | nd.         | 7.          | –           |
| 2008 | Östersund        | 39.         | 16.         | 27.         | 24.         | 10.         | –           | –           |
| 2009 | Pjongczang       | –           | 44.         | 49.         | –           | 5.          | –           | –           |

### Puchar Świata

#### Miejsca w klasyfikacji generalnej
| Sezon     | Miejsce |
| --------- | ------- |
| 1994/1995 | -       |
| 1996/1997 | 77.     |
| 1997/1998 | -       |
| 1998/1999 | 58.     |
| 1999/2000 | 29.     |
| 2000/2001 | 22.     |
| 2001/2002 | 33.     |
| 2002/2003 | 34.     |
| 2003/2004 | 60.     |
| 2004/2005 | 40.     |
| 2005/2006 | 79.     |
| 2006/2007 | -       |
| 2007/2008 | 49.     |
| 2008/2009 | 39.     |
| 2009/2010 | 104.    |

#### Miejsca na podium chronologicznie
| Lp. | Dzień      | Rok  | Miejscowość | Konkurencja               | Lokata | Pudła   | Czas biegu | Strata  | Zwycięzca       |
| --- | ---------- | ---- | ----------- | ------------------------- | ------ | ------- | ---------- | ------- | --------------- |
| 1.  | 10 grudnia | 1999 | Pokljuka    | Bieg pościgowy na 12,5 km | 3.     | 0+0+0+1 | 36:42,6    | +20,0   | Frode Andresen  |
| 2.  | 22 grudnia | 2001 | Osrblie     | Bieg masowy na 15 km      | 3.     | 0+0+0+1 | 42:50,6    | +1:10,3 | Vesa Hietalahti |